# Englishman in New York
《Englishman in New York》是英國歌手Sting在其第二張專輯《...Nothing Like the Sun》裡的歌曲。
這首歌在1988年推出，卻只在英國單曲排行榜裡位列第51。

## 流行文化
《Englishman in New York》在英國科幻電視劇《神秘博士》第七季第5集"The Angles Take Manhattan"中作為開頭音樂登場。